# Grše
Grgo Šipek (22. studenoga 1995.), poznatiji pod imenom Grše, hrvatski je reper i tekstopisac iz Trilja.

## Životopis
Odrastao je u Trilju, gdje je i započeo glazbenu karijeru . Glazbom se počinje baviti krajem srednjoškolskog obrazovanja te s prijateljem Mateom Đonlićem poznatijim pod imenom Đona osniva grupu III. čin. 2016. godine odlazi raditi u Njemačku i priključuje se grupi 6wild u kojoj prodvodi kraće vrijeme. Od 2018. kreće sa svojom solo-karijerom i godinu poslije osniva izdavačku kuću Blockstar Digital.

## Glazba
Do sada je objavio dva studijska albuma, prvi od kojih je Tilurium te mnoštvo singlova u grupama III. čin i 6wild. Svoj drugi album pod nazivom Platinum objavljuje u ožujku 2021.
Nastupao je na raznim festivalima u Hrvatskoj, poput Drito iz Tvornice, Drito iz MSU-a, Drito za Zente, Graffiti na Gradele, Brucošijada FER-a, STEM Games i drugi.
Vodi diskografsku kuću Blockstar Digital i član je istoimenog kolektiva.
U 2023. godini izdao je singl "Mamma Mia" kroz agenciju i diskografsku kuću YEM. S tim je singlom postao prvi hrvatski glazbenik koji je zauzeo prvo mjesto Billboardove ljestice za Hrvatsku, kao i postavio rekord za pjesmu koja se najduže zadržala na prvom mjestu na toj ljestvici za Hrvatsku.

## Diskografija

### Albumi
- 2019. Tilurium (Blockstar Digital)
- 2021. Platinum (Blockstar Digital)

### Singlovi

#### Kao glavni izvođač
| "Badr Hari"                                    | 2019. | [ a ] | –   | Tilurium                      |
| "Glas ulice"                                   | 2019. | [ a ] | –   | Tilurium                      |
| "Ti si mrtav"                                  | 2019. | [ a ] | –   | Singlovi koji nisu dio albuma |
| "Kavez"                                        | 2019. | [ a ] | –   | Singlovi koji nisu dio albuma |
| "Prvak"                                        | 2020. | [ a ] | –   | Singlovi koji nisu dio albuma |
| "Pun kurac para"                               | 2021. | [ a ] | –   | Singlovi koji nisu dio albuma |
| "Mamići" (u suradnji s Vojko Vrućina)          | 2021. | [ a ] | –   | Singlovi koji nisu dio albuma |
| "Gangland"                                     | 2021. | [ a ] | –   | Platinum                      |
| "Zenit"                                        | 2021. | [ a ] | –   | Platinum                      |
| "Highlife"                                     | 2021. | 15.   | –   | Platinum                      |
| "Mamba"                                        | 2022. | 8.    | –   | Singlovi koji nisu dio albuma |
| "Božji dar"                                    | 2022. | –     | –   | Singlovi koji nisu dio albuma |
| "Sve za gang"                                  | 2022. | –     | –   | Singlovi koji nisu dio albuma |
| "Sin City"                                     | 2022. | –     | –   | Singlovi koji nisu dio albuma |
| "Sip"                                          | 2022. | 3.    | –   | Dalmatino                     |
| "Mamma Mia"                                    | 2023. | 1.    | 11. | Dalmatino                     |
| "Fantazija" (u suradnji s Miach)               | 2024. | 1.    | 15. | Dalmatino                     |
| "Tokyo Drift" (u suradnji s Mimi Mercedez)     | 2024. | 2.    | –   | Dalmatino                     |
| "Dalmatino"                                    | 2024. | 3.    | –   | Dalmatino                     |
| "Forza"                                        | 2024. | 1.    | 3.  | Dalmatino                     |
| "Abu Dhabi"                                    | 2025. | 1.    | 15. | Dalmatino                     |
| "Balalajka" (u suradnji s Peki)                | 2025. | 20.   | –   | Dalmatino                     |
| "–" označava singl koji nije ušao na ljestvicu |       |       |     |                               |

#### Kao popratni izvođač
| "Neće k***c" (u suradnji s Hiljsonom Mandelom) | 2022. | 24. | –   | Mandela Effect |
| "Led" (u suradnji s Miach)                     | 2023. | 7.  | 2.  | Insomnia       |
| "Mangio Pasta" (u suradnji s Pekijem)          | 2024. | 4.  | 34. | Fortuna        |
| "–" označava singl koji nije ušao na ljestvicu |       |     |     |                |

## Napomene
1. ↑  Billboardova ljestvica Croatia Songs pokrenuta je 15. veljače 2022.[9]

## Vanjske poveznice
- Grše na YouTubeu
- Grše na Instagramu
- Blockstar na YouTubeu
- Podcast Inkubator #1061 - Ratko i Grše